# キム・ソンオク
キム・ソンオク（金 声玉、朝鮮語: 김성옥/金聲玉、1935年11月1日 - 2022年12月16日）は、大韓民国の俳優、演出家。
女優、大学教授、政治家の孫淑の夫である。

## 生涯
全南木浦出身。高麗大史学科卒。1956年、唱劇『赤壁歌』の助演を通じて、唱劇の俳優として登場した。1960年演劇『授業』を通じて、演劇俳優として登場した。1963年、演劇『花郎道』を通じて、演劇の演出家としてデビューした、1966年映画『夜来香』の端役を通じて映画俳優としてデビューし、1968年にはTBC東洋放送の特別採用のタレントに選抜された。
1999年には清州又石大学校（現・又石大学校）演劇映画学科の兼任教授を務めた。
2022年12月16日、87歳で死去した。

## 演出

### 演劇
- 1963年 『花郎道』